# Noël Dorville
Pour les articles homonymes, voir Dorville (homonymie).
Noël Dorville, né à Mercurey le 12 mai 1874, mort à Cosne-sur-Loire le 6 octobre 1938, est un peintre, caricaturiste et affichiste français.
Dorville a suivi les cours de dessin de Paul Renouard (1845–1924). Il en retiendra la passion pour le dessin en noir et blanc et le goût pour le trait incisif, qui sont des composantes de son talent. Les deux hommes collaboreront en 1905 à l’album sur l’Exposition universelle et internationale de Liège.
Son style repose essentiellement sur un humour légèrement impertinent mais qui demeure bienveillant.
Il fut un collaborateur assidu de L'Assiette au beurre.
Son fils, Jean Dorville, était peintre, lithographe et décorateur de théâtre; son petit-fils, Gérard Dorville, était illustrateur et auteur de bande dessinée pour Vaillant et Record. Par conséquent, son arrière-petit-fils est le journaliste Jérôme Dorville.
Noël Dorville fut mobilisé dans l’armée auxiliaire au début de la première guerre mondiale. Il est devenu le secrétaire de l’Intendant général après avoir été détaché en 1915 au camp retranché de Paris. Il intègra ensuite l’équipe de dessinateurs topographe sur le terrain.
Les documents de Noël Dorville sont conservés aux Archives municipales de Beaune et ses œuvres au Musée des Beaux-arts de Beaune.

## Exposition
Noël Dorville, Artiste en République, musée des Beaux-arts de Beaune, 25 mars 2015 au 29 novembre 2015.

## Bibliographie sélective

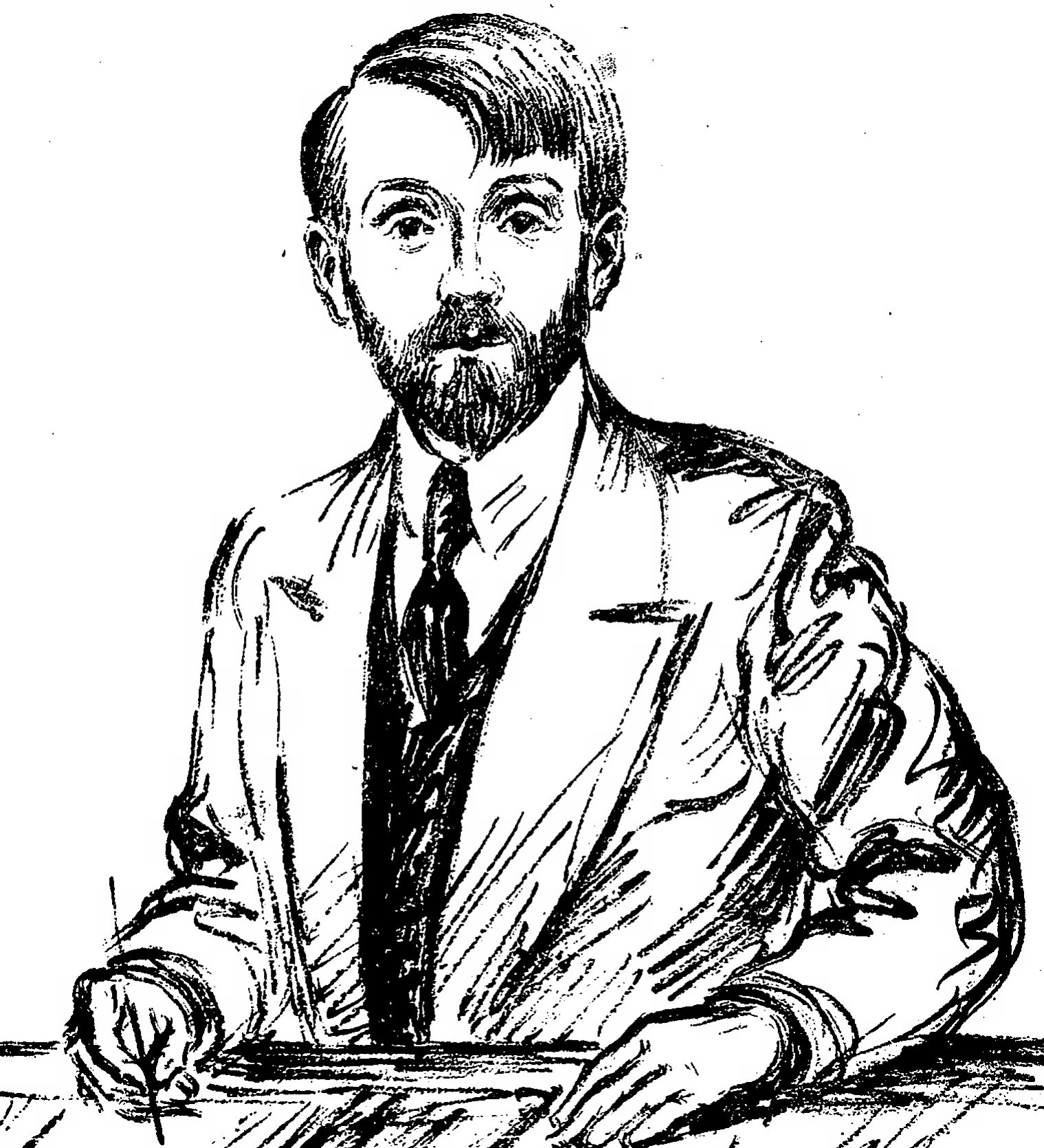
Henri Guilbeaux devant le Conseil de guerre (Noël Dorville, 1919).
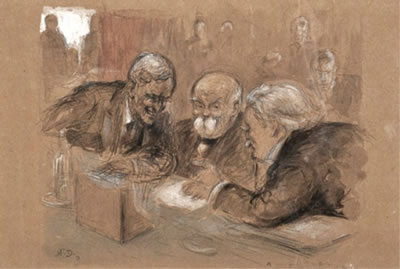
Une caricature de Woodrow Wilson, Georges Clemenceau et David Lloyd George à la Conférence de paix de Paris (Noël Dorville, 1919).